# Comuna Pukleakî, Cemerivți
Pukleakî (în ucraineană Пукляки) este o comună în raionul Cemerivți, regiunea Hmelnîțkîi, Ucraina, formată din satele Mala Berejanka și Pukleakî (reședința).

## Demografie
Componența lingvistică a comunei Pukleakî
     Ucraineană (98,91%)
     Rusă (1,09%)
Conform recensământului din 2001, majoritatea populației comunei Pukleakî era vorbitoare de ucraineană (98,91%), existând în minoritate și vorbitori de rusă (1,09%).